# Intel 80486

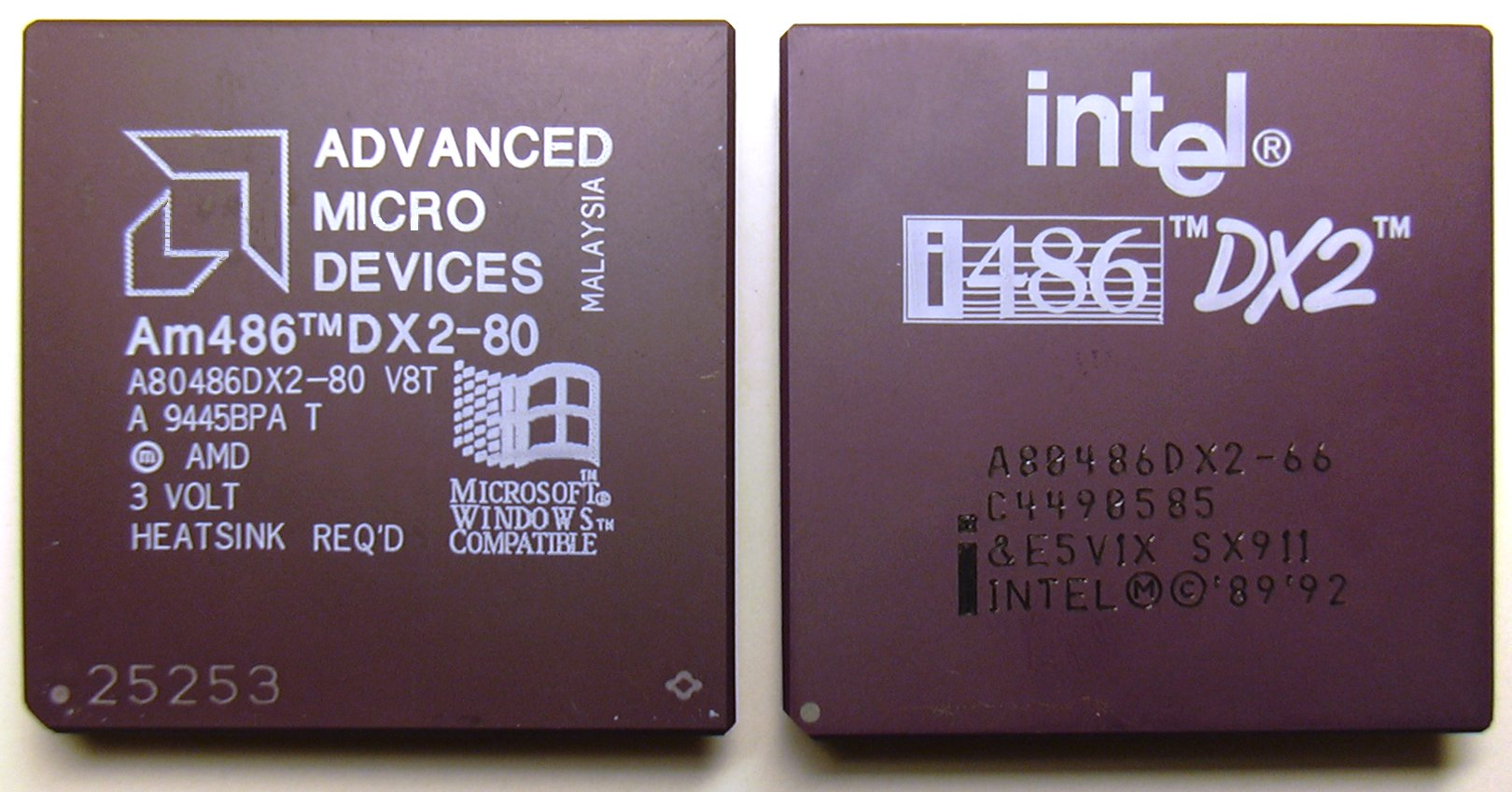
Dva hlavní rivalové - Am486 DX2 a Intel 486 DX2

Intel 80486 je v informatice označení pro 32bitový procesor architektury IA-32 od firmy Intel, který byl uveden v roce 1989. Byl osazován do počítačů IBM PC kompatibilních. Je nástupcem procesoru Intel 80386, se kterým je kompatibilní. Zpětná kompatibilita je stejně jako u procesoru 80386 zachována i se 16bitovým procesorem Intel 8086. Nástupcem byl v roce 1993 procesor Pentium.

## Architektura procesoru
Intel 80486 obsahuje interní paměť cache o velikosti 8 KiB a interní matematický koprocesor (jen typy i486DX). Přímo adresuje až 4 GiB operační paměti. Šířka vnější sběrnice pro data 32bitů. Vnější taktovací frekvence sběrnice FSB je 25 MHz nebo 33 MHz. Vnitřní kmitočet procesoru je dle typu 25 MHz až 100 MHz, přičemž vyšších frekvencí bylo dosaženo pomocí interního násobiče.

### Cache
Vyrovnávací cache paměť je dvoucestná, rozdělená na čtyři bloky po 2 KiB, je společná pro data a instrukce (strojový kód). Cache má dvě části: TAG a DATA. TAG udržuje informaci o platnosti kopie dat v cache paměti a jejich skutečné pozici v operační paměti.

### Pipeline
Vylepšením procesoru 80486 byla pipeline o třech stupních: Locate, Fetch a Execute. Procesor proto mohl mít v různém stupni rozpracování až tři strojové instrukce. Jedna instrukci mohla být zpracovávána ve stupni Execute, další ve stupni Fetch a třetí ve stupni Locate.

## Napájení
Napájecí napětí procesoru je 5 V. Komunikace procesoru s okolím je s logickými úrovněmi signálů odvozenými od napájecího napětí. Rychlejší verze procesoru již vyžadovaly alespoň pasivní chladič. Verze Intel DX4 má snížené napájecí napětí na 3,3 V, avšak stále toleruje 5 V logické úrovně a po instalaci napěťového regulátoru jej tedy bylo možné použít i ve starších základních deskách.

## Modely
| Obrázek | Model            | Frekvence                         | Napětí         | Mezipaměť | Roky                     | Poznámky |
| ------- | ---------------- | --------------------------------- | -------------- | --------- | ------------------------ | --- |
|         | i486DX (P4)      | 20, 25 MHz 33 MHz 50 MHz          | 5 V            | 8 KB WT   | Duben 1989 - Červen 1991 | Původní čip. |
|         | i486SX (P23)     | 16, 20, 25 MHz 33 MHz             | 5 V            | 8 KB WT   | Září 1991 - Září 1992    | Původní DX čip s vypnutou nebo chybějící FPU, první modely ho měly vypnutý, protože byl z výroby defektní[1] a pozdější ho neměly vůbec z důvodu úspory plochy procesoru a nákladů. |
|         | i486SL           | 20, 25, 33 MHz                    | 5 V nebo 3.3 V | 8 KB WT   | Listopad 1992            | i486DX s nízkou spotřebou, používán hlavně v přenosných počítačích |
|         | i486DX2 (P24)    | 40/20, 50/25 MHz 66/33 MHz        | 5 V            | 8 KB WT   | Březen 1992 - Srpen 1992 | Vnitřní kmitočet procesoru je dvojnásobek taktovací frekvence |
|         | i486DX-S (P4S)   | 33 MHz; 50 MHz                    | 5 V nebo 3.3 V | 8 KB WT   | Červen 1993              | |
|         | i486DX2-S (P24S) | 40/20 MHz, 50/25 MHz, (66/33 MHz) | 5 V nebo 3.3 V | 8 KB WT   | Červen 1993              | |
|         | i486SX-S (P23S)  | 25, 33 MHz                        | 5 V nebo 3.3 V | 8 KB WT   | Červen 1993              | |
|         | i486SX2          | 50/25, 66/33 MHz                  | 5 V            | 8 KB WT   | Březen 1994              | i486DX2 s vypnutým FPU |
|         | IntelDX4 (P24C)  | 75/25, 100/33 MHz                 | 3.3 V          | 16 KB WT  | Březen 1994              | Vnitřní kmitočet procesoru je trojnásobek taktovací frekvence |
|         | i486DX2WB (P24D) | 50/25 MHz, 66/33 MHz              | 5 V            | 8 KB WB   | Září 1994                | |
|         | IntelDX4WB       | 100/33 MHz                        | 3.3 V          | 16 KB WB  | Září 1994                | |
|         | i486DX2 (P24LM)  | 90/30 MHz, 100/33 MHz             | 2.5–2.9 V      | 8 KB WT   | 1994                     | |
|         | i486GX           | 33 MHz                            | 3.3 V          | 8 KB WT   |                          | Procesor s velmi nízkou spotřebou |